# 34th Street station (IRT Second Avenue Line)
34th Street era una estación local en la demolida línea IRT Second Avenue en Manhattan, Nueva York. Tenía dos niveles., el nivel superior tenía tres vías y dos plataformas laterales y se usaba para los trenes de la línea Second Avenue y el nivel inferior, conocida como la Segunda Avenida, tenía dos vías y una plataforma de isla ,  empleado por los trenes lanzadera de 34th Street. La siguiente parada hacia el norte fue la calle 42 , hacia el sur la calle 23 , en dirección este del transbordador se encuentra el 34th Street Ferry y en dirección oeste se encuentra Third Avenue. La plataforma del transbordador cerró el 14 de julio de 1930 y la estación de la línea principal cerró el 13 de junio de 1942.